# Municipio de Prairie (condado de Johnson)
El municipio de Prairie (en inglés: Prairie Township) es un municipio ubicado en el condado de Johnson en el estado estadounidense de Arkansas. En el año 2010 tenía una población de 944 habitantes y una densidad poblacional de 16,14 personas por km².

## Geografía
El municipio de Prairie se encuentra ubicado en las coordenadas 35°26′4″N 93°32′34″O / 35.43444, -93.54278. Según la Oficina del Censo de los Estados Unidos, el municipio tiene una superficie total de 58.5 km², de la cual 49,4 km² corresponden a tierra firme y (15,56 %) 9,1 km² es agua.

## Demografía
Según el censo de 2010, había 944 personas residiendo en el municipio de Prairie. La densidad de población era de 16,14 hab./km². De los 944 habitantes, el municipio de Prairie estaba compuesto por el 94,92 % blancos, el 1,48 % eran afroamericanos, el 0,32 % eran amerindios, el 0,21 % eran asiáticos, el 1,27 % eran de otras razas y el 1,8 % eran de una mezcla de razas. Del total de la población el 8,37 % eran hispanos o latinos de cualquier raza.